# Можарівський заказник
Можарівський — гідрологічний заказник місцевого значення. Об'єкт розташований на території Овруцького району Житомирської області, ДП «Словечанський лісгосп АПК», Словечанське лісництво, кв. 76, вид. 10—13, 26, 32, 37, 41, 42.
Площа — 35,2 га, статус отриманий у 1982 році.